# Verordnung (EU) 2019/631 Festsetzung von CO2-Emissionsnormen für neue Personenkraftwagen
Die Verordnung (EU) 2019/631 Festsetzung von CO2-Emissionsnormen für neue Personenkraftwagen, Langname Verordnung (EU) 2019/631 des Europäischen Parlaments und des Rates vom 17. April 2019 zur Festsetzung von CO2-Emissionsnormen für neue Personenkraftwagen und für neue leichte Nutzfahrzeuge und zur Aufhebung der Verordnungen (EG) Nr. 443/2009 und (EU) Nr. 510/2011, ist eine EU-Verordnung, die Anforderungen an die CO2-Emissionsleistung neuer Personenkraftwagen (Kraftfahrzeuge der Klasse M1) und neuer leichter Nutzfahrzeuge (Kraftfahrzeuge der Klasse N1) aufgestellt. Sie legt ab dem 1. Januar 2020 für den Emissionsdurchschnitt von in der Union zugelassenen neuen Personenkraftwagen bzw. neuen leichten Nutzfahrzeugen einen für die gesamte EU-Flotte geltenden Zielwert von 95 bzw. 147 g CO2/km fest. Diese EU-Flottenziele werden verschärft durch eine zweistufige Senkung des jeweiligen Sockelbetrags ab dem Jahr 2025 bzw. 2030.
Übergeordnetes Anliegen der Verordnung ist es, einen Beitrag dazu zu leisten, dass die Ziele des Übereinkommens von Paris erfüllt werden und die EU die Vorgabe des Europäischen Rates, bis 2030 die Emissionen in den nicht unter das Emissionshandelssystem fallenden Sektoren gegenüber 2005 um 30 % zu verringern, erfüllt. Hierfür wurden im Rahmen der Lastenteilungsverordnung nationale Zielwerte festgelegt.
Die vorgeschlagenen Maßnahmen und Zielvorgaben stützen sich auf den Rahmen für die Klima- und Energiepolitik bis 2030 und auf die Strategie für die Energieunion, mit denen eine Reduzierung der verkehrsbedingten Emissionen und des Energieverbrauchs angestrebt werden. Ein niedrigerer Bedarf an fossilen Brennstoffen wird auch die Energieversorgungssicherheit in der EU erhöhen und unsere Abhängigkeit von Energieeinfuhren aus Drittstaaten verringern.
Mit der Verordnung soll sichergestellt werden, dass ab 2030 im Vergleich zu 2021 neue Pkw durchschnittlich 37,5 % weniger CO₂ und neue Nutzfahrzeuge durchschnittlich 31 % weniger CO₂ ausstoßen. Zwischen 2025 und 2029 muss bei Pkw und leichten Nutzfahrzeugen ein Rückgang der CO₂-Emissionen um 15 % erreicht werden. Diese Zielvorgaben gelten für die gesamte EU-Fahrzeugflotte. Die Lasten der CO₂-Senkung werden auf die Hersteller aufgeteilt, wobei die durchschnittliche Masse ihrer Fahrzeugflotte zugrunde gelegt wird.

## Geschichte
Die 1998 unterzeichnete ACEA-Vereinbarung war zunächst eine freiwillige Selbstverpflichtung, die der Verband der europäischen Automobilhersteller (Association des Constructeurs Européens d’Automobiles) mit der Europäischen Kommission aushandelte. Es wurde ein durchschnittlicher CO2-Wert von 140 g/km für die in Europa verkauften neuen Personenkraftwagen bis 2008 angestrebt. Dies hätte eine 25-prozentige Senkung gegenüber dem Niveau von 1995 (186 g/km) bedeutet. Allerdings lag der Durchschnitt für den gesamten Automarkt im Jahr 2008 bei 153,7 g/km, so dass das Ziel nicht erreicht wurde. Als dies absehbar war, kündigte die Europäische Kommission Ende 2006 an, dass sie an einem Vorschlag für rechtlich verbindliche Maßnahmen und Grenzwerte arbeitet. Im Februar 2007 räumte die Kommission das Scheitern der freiwilligen Vereinbarung ein und daraufhin wurde am 19. Dezember 2007 ein Verordnungsvorschlag von der Kommission vorgestellt.
Die daraufhin entwickelte Verordnung (EG) Nr. 443/2009 vom 23. April 2009 legte erstmals verbindliche Emissionsnormen für neue Personenkraftwagen im Rahmen des Gesamtkonzepts der Gemeinschaft zur Verringerung der CO2-Emissionen fest und wurde mit der aktuellen Verordnung 2019/631 aufgehoben.

## Inhalt der Verordnung
In Artikel 1 werden Gegenstand und Ziele wie folgt definiert:

„In dieser Verordnung werden Anforderungen an die CO2-Emissionsleistung neuer Personenkraftwagen und neuer leichter Nutzfahrzeuge aufgestellt, um dazu beizutragen, dass die von der Union angestrebte Verringerung der Treibhausgasemissionen, wie sie in der Verordnung (EU) 2018/842 festgelegt ist, erreicht wird und die im Übereinkommen von Paris verankerten Zielsetzungen verwirklicht werden, und um das reibungslose Funktionieren des Binnenmarktes sicherzustellen.“

Wesentliche Inhalte der Verordnung sind:
1. Gegenstand und Ziele (Artikel 1) siehe oben
2. Geltungsbereich (Artikel 2)
3. Begriffsbestimmungen (Artikel 3)
4. Zielvorgaben für die spezifischen Emissionen (Artikel 4)
5. Begünstigungen (Artikel 5)
6. Emissionsgemeinschaften (Artikel 6)
7. Überwachung und Meldung der durchschnittlichen Emissionen (Artikel 7)
8. Abgabe wegen Emissionsüberschreitung (Artikel 8)
9. Veröffentlichung der Leistungen der Hersteller (Artikel 9)
10. Ausnahmeregelung für bestimmte Hersteller (Artikel 10)
11. Ökoinnovationen (Artikel 11)
12. Tatsächliche CO2-Emissionen und tatsächlicher Kraftstoff- oder Energieverbrauch (Artikel 12)
13. Überprüfung der CO2-Emissionen von Fahrzeugen im Betrieb (Artikel 13)
14. Anpassung der Werte M0 und TM0 (Artikel 14)
15. Überprüfung und Berichterstattung (Artikel 15)
16. Ausschussverfahren, Befugnisübertragung, Aufhebung und Inkrafttreten (Artikel 16–19)
17. Anhänge (Berechnung der Zielvorgaben und der Referenzwerte; Vorgaben zu Messverfahren und Datenübermittlung)

## Rechtskraft und ergänzende Vorschriften
Die Verordnung trat zwanzig Tage nach Veröffentlichung im Amtsblatt der Europäischen Union in Kraft, also am 15. Mai 2019 und gilt seit dem 1. Januar 2020 unmittelbar in allen Mitgliedsstaaten der Europäischen Union, da die Umsetzung in nationales Recht durch die nationalen Gesetzgeber entfällt.
Ergänzt wurde die Verordnung durch die Delegierte Verordnung (EU) 2020/22 der Kommission vom 31. Oktober 2019, mit der Änderungen der Anhänge I und III in Bezug auf die Überwachung der CO2-Emissionen neuer leichter Nutzfahrzeuge, deren Typgenehmigung in einem Mehrstufenverfahren erfolgt.
Zusätzlich haben die Wissenschaftlichen Dienste des Deutschen Bundestages zu Einzelfragen der Überwachung des CO2-Ausstoßes von PKW im Rahmen der Verordnung 2019/631 Stellung genommen.

## Sachstand, Vorgaben, Ziele und Umsetzung

### Sachstand
Bei Inkrafttreten der Verordnung im Mai 2019 stellten sich die CO2-Flottenwerte wie folgt dar:

CO_{2} Flottenverbrauch PkW in der EU

Diese Angaben beruhen auf den, in genormten Fahrzyklen ermittelten Durchschnittsprofilen und nicht auf den CO2-Werten, die im Realbetrieb erreicht werden.

## Kritik
Grundsätzliche Kritik an den, seit Mitte der 1990er Jahre von der Umweltpolitik verfolgten, Bemühungen um die Reduktion von CO2-Emissionen im Straßenverkehr richtet sich gegen die Autolobby, die in diesem Prozess stark involviert war und ist. Insbesondere der maßgebende Einfluss der deutschen Automobilindustrie lässt sich in allen drei Phasen deutlich erkennen.
Während der ersten Phase (freiwillige Selbstverpflichtung) konnten die Interessenvertreter der Automobilindustrie durch direkte Verhandlungen mit der Europäischen Kommission gesetzliche Vorgaben erfolgreich verhindern. Im Verfahren zur zweiten Phase (Verordnung (EG) Nr. 443/2009) finden sich Einflussnahmen der Autolobby an den verschiedenen Stellen des Gesetzfindungsprozesses. In jedem der Fälle konnte die Autolobby, entgegen der Vorstellungen der Umweltverbände, einen wesentlichen Teil ihrer Forderungen verwirklichen. Auch die dritte Phase (Verordnung (EU) 2019/631) weist ähnliche Vorgehensweisen der Automobilindustrie auf. Erneut nutzten ihre Interessenvertretungen die Verbindungen zur deutschen Bundesregierung, um ihre Vorstellungen zum Großteil durchzusetzen.
Weiterer Kritikpunkt sind die zugrunde gelegten Messverfahren und v. a. die Divergenz zwischen den im Labor ermittelten Werten und den Emissionen im praktischen Fahrbetrieb, die unter realen Betriebsbedingungen entstehen.
Schließlich ist auch die Regelung der Flottenverbrauchsobergrenzen umstritten. Denn während für andere Emissionen (Kohlenstoffmonoxid (CO), Stickstoffoxide (NOx), Kohlenwasserstoffe (CnHm), Partikelmasse und Partikelanzahl) über die EU-Abgasnormen typenspezifische Grenzwerte festgelegt sind, werden bei den Bemühungen um die Begrenzung der Menge an Kohlendioxid (CO2) die durchschnittlichen CO2-Emissionen der verkauften Neuwagen eines Herstellers herangezogen. Zudem sind eine Vielzahl von Begünstigungen, Ausnahmen und Super Credits vorgesehen.

### ACEA-Abkommen
Grundproblem des ACEA-Abkommens war die Selbstverpflichtung der Fahrzeugindustrie, die auf Freiwilligkeit beruhte und keine Sanktionsmöglichkeiten vorsah. Zudem mangelte es dem Dachverband (ACEA) an Durchsetzungsvermögen gegenüber seinen Mitgliedsunternehmen und es existierte zwischen den Mitgliedern keine definierte Lastenverteilung. Das gesteckte Ziel blieb dabei von Beginn an deutlich hinter dem technisch Machbaren zurück, denn es lag im Korridor der allgemeinen Entwicklung des Kraftstoffverbrauchs seit 1990. Mit der zunehmenden Nachfrage nach höherer Motorleistung, besserer Ausstattung und dem Trend zum SUV, wirkten sowohl das Fahrzeuggewicht als auch steigender Kraftstoffverbrauch der Zielerreichung entgegen.

### Verordnung (EG) Nr. 443/2009
Die nach dem Scheitern der Selbstverpflichtung erlassene CO2-Verordnung aus dem Jahr 2009 blieb zunächst deutlich hinter den zwar angestrebten, jedoch verfehlten Zielen des ACEA-Abkommens zurück. Weil Hersteller dennoch die Vorgaben nicht erreichen konnten, führten technische Manipulationen während der Messverfahren mit zum Abgasskandal.

### Aktuelle Verordnung (EU) Nr. 2019/631
1. Gemeinsame Position der Umweltverbände BUND, DUH, NABU und VCD (14. April 2018): Klimaschutz braucht ambitionierte Verbrauchsgrenzwerte für Pkw
2. Bundesministerium für Umwelt, Naturschutz und nukleare Sicherheit (BMU): Das System der CO2-Flottengrenzwerte für Pkw und leichte Nutzfahrzeuge (4. Mai 2020)
3. Stellungnahme von Agora Verkehrswende im Rahmen der öffentlichen Konsultation der Europäischen Kommission
4. Greenpeace-Analyse (6. März 2021): Das Märchen vom Klimafortschritt; VW, Daimler und BMW rechnen sich ihren Beitrag zum Klimaschutz schön. Durchschnittlicher CO2-Ausstoß der Hersteller in 14 Jahren überwiegend auf dem Papier gesunken